# Mike Jensen
Mike Lindemann Jensen (Rodovre, Dinamarca, 19 de febrero de 1988) es un futbolista danés. Juega de centrocampista y su equipo es el HB Køge de la Primera División de Dinamarca. 

## Selección nacional
Ha sido internacional con la selección de fútbol sub-20 de Dinamarca.

## Clubes
| Club              | País      | Año       |
| ----------------- | --------- | --------- |
| Brøndby IF        | Dinamarca | 2006-2013 |
| Malmö FF (cedido) | Suecia    | 2008      |
| Rosenborg BK      | Noruega   | 2013-2020 |
| APOEL de Nicosia  | Chipre    | 2020      |
| HB Køge           | Dinamarca | 2021-     |

## Palmarés

### Títulos nacionales
| Título               | Club         | País      | Año  |
| -------------------- | ------------ | --------- | ---- |
| Copa de Dinamarca    | Brøndby IF   | Dinamarca | 2007 |
| Tippeligaen          | Rosenborg BK | Noruega   | 2015 |
| Copa de Noruega      | Rosenborg BK | Noruega   | 2015 |
| Tippeligaen          | Rosenborg BK | Noruega   | 2016 |
| Copa de Noruega      | Rosenborg BK | Noruega   | 2016 |
| Supercopa de Noruega | Rosenborg BK | Noruega   | 2017 |
| Eliteserien          | Rosenborg BK | Noruega   | 2017 |
| Supercopa de Noruega | Rosenborg BK | Noruega   | 2018 |
| Eliteserien          | Rosenborg BK | Noruega   | 2018 |
| Copa de Noruega      | Rosenborg BK | Noruega   | 2018 |